# Wassily Hoeffding
Wassily Hoeffding (Mukhino, Grão-Ducado da Finlândia, 12 de junho de 1914 — Chapel Hill (Carolina do Norte), 28 de fevereiro de 1991) foi um estatístico e probabilista finlandês.

## Publicações
Ver o collected works de Wassily Hoeffding.
- Masstabinvariante Korrelationstheorie, 1940
- On the distribution of the rank correlation coefficient t when the variates are not independent in Biometrika, 1947
- A class of statistics with a symptotically normal distribution, 1948
- A nonparametric test for independence, 1948
- The central limit theorem for dependent random variables (with Herbert Robbins), 1948
- "Optimum" nonparametric tests, 1951
- A combinatorial central limit theorem, 1951
- The large-sample power of test based on permutations of observations, 1952
- On the distribution of the expected values of the order statistics, 1953
- The efficiency of tests (with J. R. Rosenblatt), 1955
- On the distribution of the number of successes in independent trials, 1956
- Distinguishability of sets of distributions. (The case of independent and identically distributed random variables.), (with Jack Wolfowitz), 1958
- Lower bounds for the expected sample size and the average risk of a sequential procedure, 1960
- Probability inequalities for sums of bounded random variables, 1963